# 多摩百山
多摩百山（たまひゃくさん）は、日本山岳会東京多摩支部が、設立5周年記念事業として東京都の奥多摩山域にある350山から選定した百山。選定基準は、標高（エリアでの最高点）、三角点、歴史・文化・物語、姿・たたずまい、展望・景観、花・樹木、ジャンクションピーク、山名からなる。

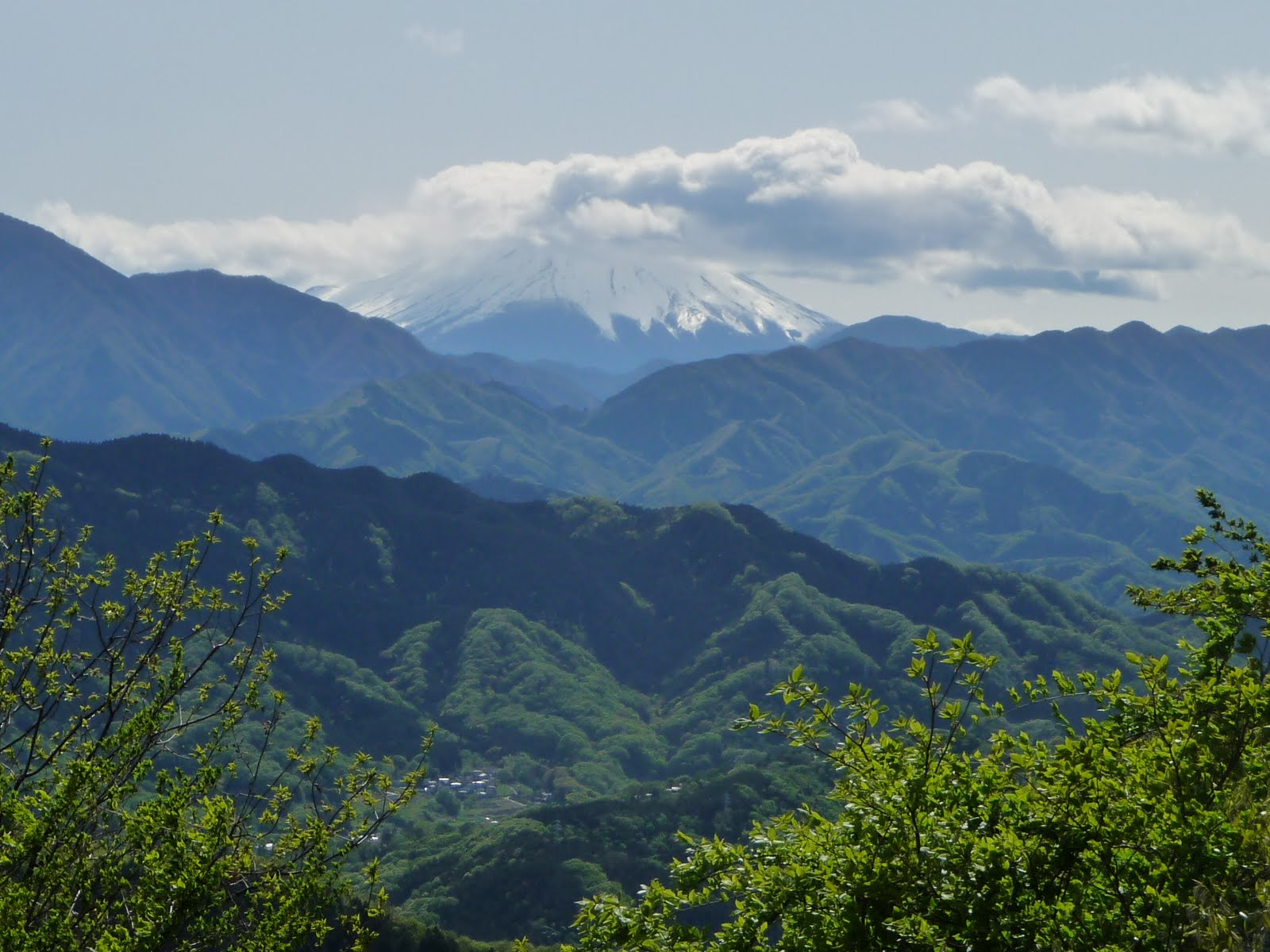
高尾山山頂から望む富士山。

なお、多摩百山とは別に守屋龍男が2003年に発表した『多摩100山』（新ハイキング選書 第23巻）もあるが、選定された山は多摩百山と一部重複している。

## 多摩百山の一覧
| 番号 | 山名                           | よみ               | 標高(m)  | 百山・他                                                                      | 特徴 | 山容 |
| ---- | ------------------------------ | ------------------ | -------- | ----------------------------------------------------------------------------- | --- | ---- |
| 01   | 雲取山                         | くもとりやま       | 2,017.10 | 石尾根 花の百名山 関東百名山                                                  | 都内で唯一の日本百名山 東京都最高峰。 一等三角点百名山超絶景。 『多摩100山』選定の山                                                                                  |      |
| 02   | 芋木ノドッケ                   | いもきのどっけ     | 1,946    | 長沢背稜 （ながさわはいりょう）                                               | 要衝。 『多摩100山』選定の山 |      |
| 03   | 小雲取山                       | こくもとりやま     | 1,937    |                                                                               | もうひとつの「雲取山」。 『多摩100山』選定の山 |      |
| 04   | 小屋瀬戸ノ頭                   | こやせとのあたま   | 1,820    | 長沢背稜                                                                      | 長沢背稜の最高点 |      |
| 05   | 七ツ石山                       | ななついしやま     | 1,757.30 | 石尾根                                                                        | 将門伝説がある。石尾根と雲取山を展望。 『多摩100山』選定の山 |      |
| 06   | 長沢山                         | ながさわやま       | 1,738    | 長沢背稜                                                                      | 奥多摩最奥の山。 長沢背稜の西の雄。 『多摩100山』選定の山 |      |
| 07   | 鷹ノ巣山                       | たかのすやま       | 1,736.60 | 石尾根 関東百名山                                                             | 大パノラマ。二等三角点がある。 『多摩100山』選定の山 |      |
| 08   | 高丸山                         | たかまるやま       | 1,733    | 石尾根                                                                        | 日陰名栗山に劣らぬ展望 『多摩100山』選定の山 |      |
| 09   | 日蔭名栗山                     | ひかげなぐりやま   | 1,725    | 石尾根                                                                        | 好展望。 石尾根稜線漫歩の中継点 |      |
| 10   | 天祖山                         | てんそざん         | 1,723.30 |                                                                               | 山頂に天祖神社。 『多摩100山』選定の山 |      |
| 11   | 酉谷山                         | とりだにやま       | 1,718.30 | 長沢背稜                                                                      | どっしりとした山容。 長沢背稜の東の雄。 二等三角点がある。 『多摩100山』選定の山                                                                                      |      |
| 12   | 千本ツツジ                     | せんぼんつつじ     | 1,700    |                                                                               | ヤマツツジに彩られる。 『多摩100山』選定の山 |      |
| 13   | 天目山 三ツドッケ (みつどっけ) | てんもくさん       | 1,576    | 長沢背稜                                                                      | 三頂が、山の字をなす。 『多摩100山』選定の山 |      |
| 14   | 三頭山                         | みとうさん         | 1,531    | 笹尾根 奥多摩三山 ハセツネCUP 花の百名山 日本二百名山 日本三百名山 関東百名山 | 都民の森から登山できる。 様々な山名由来が伝わる。 眺望の峰。 『多摩100山』選定の山                                                                                    |      |
| 15   | 榧ノ木山                       | かやのきやま       | 1,485    |                                                                               | 静寂の独峰。 『多摩100山』選定の山 |      |
| 16   | 六ツ石山                       | むついしやま       | 1,478.80 | 石尾根                                                                        | 南アルプスを展望できる。 『多摩100山』選定の山 |      |
| 17   | 蕎麦粒山                       | そばつぶやま       | 1,472.80 |                                                                               | 二等辺三角形の山頂。 明るく爽快な山頂。 『多摩100山』選定の山 |      |
| 18   | 狩倉山                         | かりくらやま       | 1,452    | 石尾根                                                                        | 『多摩100山』選定の山 |      |
| 19   | 仙元峠                         | せんげんとうげ     | 1,444    |                                                                               | 富士山の遙拝地。 |      |
| 20   | 御前山                         | ごぜんやま         | 1,405    | 奥多摩三山 花の百名山 関東百名山                                              | 奥多摩主脈の中央にある。 鋸林道から登山できる。 ロッジ風の避難小屋がある。 カタクリの群生地がある。 日本百低山 『多摩100山』選定の山                                  |      |
| 21   | 川苔山                         | かわのりやま       | 1,363.20 | 花の百名山 関東百名山                                                         | 奥多摩屈指の人気の山。 二等三角点がある。 日本百低山 川乗山とも書く。 『多摩100山』選定の山                                                                           |      |
| 22   | 日向沢ノ峰                     | ひなたさわのうら   | 1,356    |                                                                               | 長沢背稜の分岐点。 『多摩100山』選定の山 |      |
| 23   | 惣岳山                         | そうがくさん       | 1,341    |                                                                               | 豊かな自然林に囲まれた山。 御前山の肩なので見過ごす。 『多摩100山』選定の山                                                                                           |      |
| 24   | 赤指山                         | あかざすやま       | 1,332.50 |                                                                               | ピークの位置が曖昧なな山。 『多摩100山』選定の山 |      |
| 25   | 滝入ノ峰                       | たきいりのみね     | 1,309.90 |                                                                               | 新緑、錦秋が美しい。だが見過ごされる。 |      |
| 26   | 入小沢ノ峰                     | いりこざわのみね   | 1,302    |                                                                               | 「おツネの泣き坂」がある。 |      |
| 27   | 大岳山                         | おおだけさん       | 1,266.40 | 奥多摩三山 日本二百名山 関東百名山 花の百名山                                 | 登山口が豊富である。 頂上直下のプチ岩道。 展望を遮るものなし。 独特の山容。 日本百低山 『多摩100山』選定の山                                                          |      |
| 28   | ソーヤノ丸 デッコ              | そーやのまるでっこ | 1,260    |                                                                               | のんびりとくつろげる山。 |      |
| 29   | 笙ノ岩山                       | しょうのいわやま   | 1,254.80 |                                                                               | 鳥谷戸尾根の盟主。 |      |
| 30   | 本仁田山                       | ほにたやま         | 1,224.50 |                                                                               | 貫禄の独立峰。 『多摩100山』選定の山 川苔山から奥多摩駅に縦走される。                                                                                                 |      |
| 31   | 槇寄山                         | まきよせやま       | 1,188.20 | 笹尾根                                                                        | かつての交易路にある。 正面に富士山が見える山。 『多摩100山』選定の山                                                                                                 |      |
| 32   | ヌカザス山                     | ぬかざすやま       | 1,175    | ヌカザス尾根                                                                  | ムロクボ尾根の分岐点 |      |
| 33   | 倉戸山                         | くらとやま         | 1,169.30 |                                                                               | 広い山頂。 ヤマザクラの美しい山。 雄大な姿。 『多摩100山』選定の山 |      |
| 34   | 月夜見山                       | つきよみやま       | 1,147    |                                                                               | 奥多摩周遊道路脇にある。好ましい山の雰囲気がある。 |      |
| 35   | 丸山                           | まるやま           | 1,098.30 | 笹尾根 奥高尾縦走路                                                           | 二等三角点がある。 『多摩100山』選定の山 |      |
| 36   | 倉掛山                         | くらかゆけやま     | 1,078    |                                                                               | 山上の集落・倉掛にある。展望と平穏の頂 |      |
| 37   | 御林山                         | おはやしやま       | 1,078.40 |                                                                               | 天領地の山 |      |
| 38   | 奥の院                         | おくのいん         | 1,077    |                                                                               | 御岳山奥の院が鎮座 『多摩100山』選定の山 |      |
| 39   | 湯久保山                       | ゆくぼやま         | 1,040    |                                                                               | 不遇の名が付いた山。 |      |
| 40   | 仏岩ノ頭                       | ほとけいわのあたま | 1,019.20 |                                                                               | 三角点探しに興味深い山頂。 |      |
| 41   | 茅丸                           | かやまる           | 1,019    | 関東ふれあいの道 （富士見のみち） 笹尾根                                      | 笹尾根の最高峰。 |      |
| 42   | 連行峰                         | れんぎょうみね     | 1,013 ?  | 関東ふれあいの道 （富士見のみち） 笹尾根                                      | 一息、休憩ポイント 『多摩100山』選定の山 |      |
| 43   | 上高岩山                       | かみたかいわやま   | 1,010    |                                                                               | 展望デッキがある。 |      |
| 44   | 大羽根山                       | おおはねやま       | 992      |                                                                               | 北側の眺望に目を見張る。 「中央区」立森展望台。 |      |
| 45   | 生藤山                         | しょうとうさん     | 990.3    | 関東ふれあいの道 （富士見のみち） 笹尾根 花の百名山 関東百名山                | 生藤山 桜のプロムナード 不思議な雰囲気の山頂。 二等三角点がある。 奥多摩山域の南端 『多摩100山』選定の山                                                              |      |
| 46   | 大寺山                         | おおでらやま       | 982      |                                                                               | 巨大な仏舎利塔が建つ。 都県境の山。 『多摩100山』選定の山 |      |
| 47   | 天地山                         | てんちさん         | 981      |                                                                               | 山頂に点在する大小の石。 北西には石尾根の展望。 |      |
| 48   | イヨ山                         | いよやま           | 979.1    |                                                                               | 三頭山登山路での小ピーク。 |      |
| 49   | 棒ノ折山 （棒ノ峰）            | ぼうのおれやま     | 969      | 関東百名山                                                                    | カヤトといわれる山頂。 日本百低山 『多摩100山』選定の山 |      |
| 50   | 熊倉山                         | くまくらやま       | 966      | 関東ふれあいの道 （富士見のみち） 笹尾根 ハセツネCUP                          | 丹沢、道志の山々を一望。 『多摩100山』選定の山 |      |
| 51   | 三国山                         | みくにとうげ       | 960      | 関東ふれあいの道 （富士見のみち） 笹尾根 ハセツネCUP                          | 三国を結んだ要衝。 沢登人気の軍荼利沢。 『多摩100山』選定の山 |      |
| 52   | 九重山                         | くじゅうさん       | 954      |                                                                               | 江戸小屋尾根のピーク。 |      |
| 53   | 軍刀利山                       | ぐんだりやま       | 950      | 関東ふれあいの道 （富士見のみち） 笹尾根 ハセツネCUP                          | 南に景観の平坦な山頂。 軍刀利神社祠が所在。 |      |
| 54   | サス沢山                       | さすざわやま       | 940      |                                                                               | 幻の三角点探しの山。 |      |
| 55   | 松生山                         | まつばえやま       | 933.7    |                                                                               | 明るく伸びやかに変容。 『多摩100山』選定の山 |      |
| 56   | 御岳山                         | みたけさん         | 929      | 関東ふれあいの道 （杉の木陰のみち） 花の百名山 関東百名山                     | 日本百霊峰 武蔵御嶽神社の山。 宿泊できる御師の宿坊。 門前町に賑わい。 日本百低山 『多摩100山』選定の山                                                                |      |
| 57   | 赤久奈山                       | あかぐなやま       | 923.5    | 赤杭尾根                                                                      | ひっそりとした赤杭尾根盟主 |      |
| 58   | 大塚山                         | おおつかやま       | 920.2    |                                                                               | 自然林に囲まれている。 花や紅葉が綺麗と人気。 『多摩100山』選定の山                                                                                                   |      |
| 59   | 浅間嶺                         | せんげんれい       | 903 ?    | 関東ふれあいの道 （歴史のみち） 関東百名山                                    | 富士山遙拝の地。 かつての交易路の峠。 『多摩100山』選定の山 |      |
| 60   | 日の出山                       | ひのでやま         | 902      | 関東ふれあいの道 （杉の木陰のみち） ハセツネCUP                               | 癒される大展望。 下山後はつるつる温泉。 『多摩100山』選定の山 |      |
| 61   | 馬頭刈山                       | まずかりやま       | 884      | 関東の富士見百景                                                              | 関東の富士見百景に選定。 『多摩100山』選定の山 |      |
| 62   | 万六ノ頭                       | まんろくのあたま   | 883      |                                                                               | 想像を超える大きな山体。 |      |
| 63   | 醍醐丸                         | だいごまる         | 867      | 関東ふれあいの道 （富士見のみち） 笹尾根 奥高尾縦走路 ハセツネCUP 八王子八峰  | 戸倉三山への分岐点。 『多摩100山』選定の山 |      |
| 64   | 陣馬山                         | じんばさん         | 855      | 関東ふれあいの道 （鳥のみち） 笹尾根 奥高尾縦走路 関東百名山 八王子八峰       | 人気の山。 360度の展望。 関東の富士見百景に選定。 TOKYO八峰マウンテン トレイル大会ルート 『多摩100山』選定の山                                                        |      |
| 65   | イソツネ山                     | いそつねやま       | 846.1    |                                                                               | 不遇の山。居心地のよさが魅力。 |      |
| 66   | 黒山                           | くろやま           | 842.3    |                                                                               | 三角点峰 『多摩100山』選定の山 |      |
| 67   | 臼杵山                         | うすきやま         | 842.1    | 奥高尾縦走路 戸倉三山 八王子八峰                                              | 養蚕の神を祀る神社。 『多摩100山』選定の山 |      |
| 68   | 高明山                         | こうめいさん       | 798      |                                                                               | 大岳、御岳と並び称された。 高明神社跡 |      |
| 69   | 市道山                         | いちみちやま       | 795.2    | 奥高尾縦走路 戸倉三山 ハセツネCUP 八王子八峰                                  | 北と南を結んだ交易峰。 「失われた三角点」の山。 『多摩100山』選定の山                                                                                                 |      |
| 70   | 麻生山                         | あそうやま         | 794      |                                                                               | ひと登りで着く。 居心地のよい寂峰. 『多摩100山』選定の山 |      |
| 71   | 岩茸石山                       | いわたけいしやま   | 793      | 関東ふれあいの道 （山草のみち） 高水三山 関東百名山                           | 川苔山の雄大な景観。 『多摩100山』選定の山 |      |
| 72   | 高水山                         | たかみずさん       | 759      | 高水三山 花の百名山                                                           | 真言宗の名刹・常福院。 『多摩100山』選定の山 |      |
| 73   | 鳩ノ巣城山                     | はとのすしろやま   | 759.7    |                                                                               | 青梅線から望める。 |      |
| 74   | 惣岳山                         | そうがくさん       | 756      | 関東ふれあいの道 （山草のみち） 高水三山                                      | 青渭神社奥の院。 『多摩100山』選定の山 |      |
| 75   | 堂所山                         | どうどころやま     | 731      | 関東ふれあいの道 （鳥のみち） 笹尾根 奥高尾縦走路 八王子八峰                  | 山稜の合流点。 陣馬山の展望よし TOKYO八峰マウンテン トレイル大会ルート 『多摩100山』選定の山                                                                          |      |
| 76   | 景信山                         | かげのぶやま       | 727.3    | 関東ふれあいの道 （鳥のみち） 笹尾根 奥高尾縦走路 八王子八峰                  | 展望よし。 山歩きの雰囲気が良い。 TOKYO八峰マウンテン トレイル大会ルート 『多摩100山』選定の山                                                                        |      |
| 77   | 刈寄山                         | かりよせやま       | 687.1    | 奥高尾縦走路 戸倉三山 八王子八峰                                              | 気軽ちょこっと登山。 かつての草生地。 南の展望が開ける。 ベンチがある広い山頂。 二等三角点がある。 『多摩100山』選定の山                                              |      |
| 78   | 小仏城山                       | こぼとけしろやま   | 670.4 ?  | 関東ふれあいの道 （鳥のみち） 笹尾根 奥高尾縦走路 八王子八峰                  | 山城があったと伝わる。 眺望のよい伸びやかな山頂 TOKYO八峰マウンテン トレイル大会ルート 『多摩100山』選定の山                                                          |      |
| 79   | 豆佐嵐山                       | ずさらしやま       | 648      |                                                                               | 名前に惹かれて登る山。 |      |
| 80   | 白岩山                         | しらいわやま       | 631.7    |                                                                               | 急登 |      |
| 81   | 黒ドッケ                       | くろどっけ         | 621      | 北高尾山稜                                                                    | 北高尾山稜の最高点。 |      |
| 82   | 高尾山                         | たかおさん         | 599.3    | 関東ふれあいの道 （鳥のみち） 笹尾根 花の百名山 関東百名山 八王子八峰         | 日本百霊峰 年間登山者数世界一。 ミシュランガイド 三ツ星観光地。 関東の富士見百景に選定。 二等三角点がある。 東京で唯一の日本百景の山 日本百低山 『多摩100山』選定の山 |      |
| 83   | 杉沢の頭                       | すぎさわのあたま   | 547.6    | 北高尾山稜                                                                    | 北高尾山稜の最高点 |      |
| 84   | 大洞山                         | おおぼらやま       | 536      | 関東ふれあいの道 （湖のみち） 南高尾山稜                                      | 南高尾山稜最高峰。 ワンピッチで大垂水峠。 TOKYO八峰マウンテン トレイル大会ルート                                                                                      |      |
| 85   | 愛宕山                         | あたごやま         | 507      |                                                                               | 円錐形の山容。奥多摩町のシンボル。 『多摩100山』選定の山 |      |
| 86   | 今熊山                         | いまくまやま       | 505      | 奥高尾縦走路 ハセツネCUP 八王子八峰                                           | 「呼ばわり」の山。 『多摩100山』選定の山 |      |
| 87   | 雷電山                         | らいでんやま       | 494      |                                                                               | 北条氏照ゆかり。雨乞い伝説がある。 『多摩100山』選定の山 |      |
| 88   | 金毘羅山                       | こんぴらやま       | 468      |                                                                               | 巨岩・巨石が鎮座する深山。 『多摩100山』選定の山 |      |
| 89   | 辛垣山                         | からかいさん       | 457      |                                                                               | 二俣尾城趾(辛垣城)。 |      |
| 90   | 勝峰山                         | かつぼうやま       | 454.3    |                                                                               | 将門の軍勢が一夜城。 |      |
| 91   | 三方山                         | さんぽうざん       | 454.3    |                                                                               | 青梅丘陵唯一で二等三角点がある。 『多摩100山』選定の山 |      |
| 92   | 八王子城山                     | はちおうじしろやま | 446      |                                                                               | 北条氏照の居城跡。数々の遺構を見学できる。 『多摩100山』選定の山 |      |
| 93   | 戸倉城山                       | とくらしろやま     | 434.1    |                                                                               | 豪族小宮氏の山城跡。値千金の眺望。 |      |
| 94   | 赤ぼっこ                       | あかぼっこ         | 409.6    |                                                                               | 青梅を見下ろす展望台。 『多摩100山』選定の山 |      |
| 95   | 草戸山                         | くさとやま         | 364      |                                                                               | 町田市の最高点。 展望デッキがある。 境川源流。 TOKYO八峰マウンテン トレイル大会ルート 『多摩100山』選定の山                                                           |      |
| 96   | 網代城山                       | あじろしろやま     | 330.8    |                                                                               | 滝山城の出城。 『多摩100山』選定の山 |      |
| 97   | 唐松山                         | からまつやま       | 307.6    |                                                                               | 三角点峰 |      |
| 98   | 天竺山                         | てんじくやま       | 301      |                                                                               | 三内神社奥社 『多摩100山』選定の山 |      |
| 99   | 雹留山                         | ひょうどめやま     | 264 ?    |                                                                               | 意味ありげな名前 『多摩100山』選定の山 |      |
| 100  | 浅間岳                         | せんげんだけ       | 235.2    |                                                                               | 羽村市、草花丘陵の最高点。 『多摩100山』選定の山 |      |

## 45コース百山走破
百山全山を45日ほどで日帰り走破できるように、日本山岳会東京多摩支部は、45コースを公開した。なかでも次のコースは、都心から最も短時間で山頂に到着できる関東ふれあいの道などに代表されるものである。

### 関東ふれあいの道“鳥のみち”（高尾山コース）
トップの人気コースは年間260万人が訪れるミシュランの高尾山である。高尾山を含むコースは、コースが整えられており誰でもが踏破できる。人出が多いので、トイレや売店が整っている。また、１時間以内に最寄りのバス停に下りることができる。
- コース41（小仏峠から景信山(727.3m)～堂所山(731m)～陣馬山(855m)に至る。）
- コース38（高尾山口駅から稲荷山コースで高尾山～小仏城山から小仏峠）

この二つのコースは、「関東ふれあいの道“鳥のみち”で、高尾山口駅から高尾山、城山、小仏峠、景信山、陣馬山、和田峠を経て「陣馬高原下」である。距離19.4km、所要時間6時間55分のコースを小仏峠を境に二分割して無理なく短縮した。

### 関東ふれあいの道“湖のみち”（高尾山南陵コース）
- コース39（大垂水峠から大洞山(536m)～草戸山(364m)～高尾山口駅に至る。）は、関東ふれあいの道の出発点。関東ふれあいの道“湖のみち”と呼ばれるルートは、「梅ノ木平」、三沢峠、大洞山、大垂水峠、一丁平、高尾山、高尾山口駅である。距離16.2km、所要時間5時間35分である[環 1]。なお、「大垂水」から城山に登らずに「南高尾セブンサミッツ」と呼ばれる縦走コースもある[TM 1]。上り下りが少なく体力がなくても歩けるコースの特色を踏襲した。

### 八王子八峰登山大会ルート/ハセツネCUP（今熊山コース）
次は、今熊神社から登るハイキングコースも気軽なハイキングコースである。
- コース35（今熊神社から今熊山(505m)～豆佐嵐山（ずさわらしさん）(648m)～刈寄山(687.1m)を経て、「沢戸橋」）は、八王子駅北口か京王八王子駅から（西東京バス）「川口経由武蔵五日市駅」行バス[11]。「今熊山登山口」バス停から登り今熊山を経て刈寄山1時間35分、下り1時間10分[12]を、今熊神社に戻らず、豆佐嵐山に立ち寄り、「沢戸橋」まで伸延した。

### 関東ふれあいの道“富士見の道”（生藤山コース）
都心にいて、1000メートル近い山々へ年間を通して気軽にハイキングを楽しめる生藤山。トイレを含めて管理の行き届いた軍刀利神社(標高598.2m）から1000メートル近い山に一機に登る。環境庁が山に親しんで頂きたいとハイキングコースを設定した関東ふれあいの道”富士見の道”と名付けただけに天気が良ければ富士山が望める。また桜のシーズンや遠足時期を除いて静かな山旅を楽しめる。山村に関わらず訪れるハイカーのために手間を惜しまず、登山道の整備をし主な樹木には赤い蛍光テープを巻き付けてあるので道に迷うことはない。 軍刀利神社は、１時間もかけずに下山できるので、笹尾根からのエスケープルートになっている。 軍刀利神社から、熊倉山(966m)、 軍刀利山(950ｍ)、三国山（生藤山）各々の山にに直接ハイキングできる登山道が整備されている。
　
- コース33は、縦走コースである。（ 三国山 (960m)から生藤山(990.3m)～醍醐丸(867ｍ)～ 和田峠(690m)～「陣馬高原下」）は、関東ふれあいの道“富士見のみち”）と同じ設定にした。 高尾駅から〈美32〉系統「陣馬高原下」行バス[13]。「陣馬高原下」、 和田峠、醍醐丸、生藤山、熊倉山、浅間峠、「上川乗」バス停[14]である。距離14.7km、所要時間5時間35分である[環 1][15]。 和田峠から富士見の道の最短コースは、1019mの最高峰茅丸と連行峰に的を絞り醍醐丸と生藤山を巻き、 三国山 の女坂から軍刀利神社(ぐんだりじんじゃ)奥の院を経て「井戸」バス停[16]（富士急山梨バス）である。

## 備考
登山事故も長野県、富山県に続いて第3位の135件が起きており、死亡5名、行方不明1名、負傷者68名となっている（警察庁発表「平成27年における山岳遭難の概況」より）。十分に下調べをした上で耐力に見合った安全に山に登ることが必要で求められている。

### 沢登行
明治元年神仏分離令と明治5年修験道廃止令前までは修験道だった軍刀利神社(ぐんだりじんじゃ)元社の所在する53軍刀利山にある軍刀利沢。この稜線にある万六尾根を多くの人が行き交い三国峠道と呼び、甲斐（現上野原市）から武蔵（現檜原村）へ抜ける幹道で、木材・薪炭・茅草などの山林生産物の生産や搬出のために使われ、武蔵御嶽神社へ向かう御嶽講が歩いていたようである。
この沢は小規模な渓谷になっており、「ゴルジュ」を過ぎると「滝」や「ナメ」が複数所在する。圧巻は落差15m大滝である。今も修験道の高尾山の蛇瀧(じゃたき)・琵琶瀧(びわたき)は三百年ほど前から水行道場になっており、老若男女を問わず全国各地より多くの修行者が来て、滝行している。